# آردي ر. كوباس
أردي راي كوباس (29 أغسطس 1950 – 12 مايو 1970) كان قائداً بالجيش الأمريكي خلال حرب فيتنام وحائزًا على وسام الشرف.

## السيرة الذاتية
ولد كوباس في فورت بيرس، فلوريدا. انضم إلى الجيش الأمريكي في 18 يونيو 1969. خلال حرب فيتنام، قُتل في مقاطعة رومياس هاك، كمبوديا، وقد تم ترقية تقديره الصليب الفخري لميدالية الشرف الكونغرسية بعد وفاته.

## وسام الشرف
تميز المتخصص رابع أردي ر. كوباس في 12 مايو 1970، أثناء خدمته كمدفعي آلي بالقرب من فو رومياس هيك في كمبوديا. عندما تعرضت قافلته لكمين مسلح، قام كوباس بصد العدو تحت نيران كثيفة، واستمر في الدفاع عن موقعه بينما تم إجلاء رفاقه المصابين. قُتل كوباس في العملية.
استلمت ابنته شيريل جين كوباس وسام الشرف نيابة عنه في حفل أقيم في البيت الأبيض في 18 مارس 2014.

تلقت ابنة كوباس وسام الشرف من باراك أوباما في عام 2014

تمت هذه الجائزة عن طريق قانون تفويض الدفاع الذي طالب بإجراء مراجعة للجنود الأمريكيين ذوي الأصول اليهودية والأمريكية اللاتينية في الحربين العالميتين الثانية والكورية وحرب فيتنام لضمان عدم التحيز في منح وسام الشرف لمن يستحقونه.

## نص الاعتبار
يفتخر رئيس الولايات المتحدة الأمريكية، وفقًا لقانون الكونغرس بتاريخ 9 يوليو 1918 (تعديله بواسطة قانون بتاريخ 25 يوليو 1963)، في منح وسام الشرف (بعد وفاته) ل:
عن بطولته وجرأته التي تجاوزت حياته ومكالمة واجبه:

## تكريمات وتشريفات أخرى
بالإضافة إلى وسام الشرف، حصل أردي ر. كوباس على الجوائز التالية: وسام النجمة البرونزية (٢) قلب أرجواني

## الذكرى
تم دفن أردي ر. كوباس في مقبرة هيلكريست المذكورة في فورت بيرس، فلوريدا. وتحتفظ عائلته وأصدقاؤه وزملاؤه في الخدمة بذكراه كبطل شجاع ومثال للشجاعة والتفاني في خدمة الوطن.
يتم الآن تكريمه في المتاحف والنصب التذكارية والأماكن العسكرية في جميع أنحاء الولايات المتحدة كجزء من تاريخ وتراث البلاد.